# Pterostichus scitulus
Pterostichus scitulus är en skalbaggsart som beskrevs av Leconte 1848. Pterostichus scitulus ingår i släktet Pterostichus och familjen jordlöpare. Inga underarter finns listade i Catalogue of Life.